# ザ・ヘッドハンターズ (バンド)
ザ・ヘッドハンターズ（The Headhunters）は、1973年にアメリカにてハービー・ハンコックによって結成されたフュージョン・バンドである。グループはジャズ、ファンク、ロックといった音楽を融合させた。

## 略歴（及び名称）
ハンコックは以前のバンドであるエムワンディシに不満を抱いており、より強力なファンク・コンポーネントを備えたバンドを作りたいと考えていた。彼は仏教の詠唱をしながら、グループの名前「ザ・ヘッドハンターズ」を選んだ。その名前は、ジャングル、知的関心、そして性的活動という三重の意味合いを持っていたため、彼を喜ばせた。
1973年、バンドはハンコック（キーボード）、ベニー・モウピン（サックス、クラリネット）、ハーヴィー・メイソン（ドラム）、ポール・ジャクソン（ベース）、ビル・サマーズ（パーカッション）で構成された。彼らのファースト・アルバム『ヘッド・ハンターズ』は100万枚以上を売り上げた。次のアルバム『スラスト (突撃)』では、マイク・クラークがドラマーを引き継いだ。メイソンとクラークの両方が、ハンコックの1975年のアルバム『マン・チャイルド』にドラムを提供した。このアルバムでは、スティーヴィー・ワンダーが「Steppin' in It」でハーモニカを演奏するなど20人のミュージシャンをフィーチャーしている。
1975年、ザ・ヘッドハンターズはハンコック不在の最初のアルバムである『サヴァイヴァル・オブ・ザ・フィッテスト』を録音した。アルバムには、後にフージーズらがサンプリングしたヒット曲「God Make Me Funky」が収録されている。アルバムの何度かの再発時において、バンドの音楽はスペース・ファンクと呼ばれている。続くアルバム『ストレイト・フロム・ザ・ゲイト』は、1977年にリリースされた。
1970年代から1980年代にかけて、ハンコックはエレクトロ指向のフェーズに移行するにつれてバンドから距離を置くようになり、目に見えるユニットとしての活動を停止した。1989年、ハンコックは、ギターのワー・ワー・ワトソン、サックスのビル・エヴァンス、ベースのダリル・ジョーンズ、ドラムのレオン・チャンクラー、パーカッションのミノ・シネルを含む「ザ・ヘッドハンターズII」と呼ばれるバンドとコンサートを行った。
バンドは1998年のアルバム『リターン・オブ・ヘッドハンターズ』で再結成を果たし、同アルバムではハンコックが10曲中4曲にゲスト参加した。
2005年8月に東京で録音されたコンサートを収録した『Watermelon Man』と呼ばれるビデオが、2008年、「ハービー・ハンコックズ・ヘッドハンターズ」名義でドイツにてリリースされた。このバンドは、ハンコック、ワー・ワー・ワトソンに加え、エレクトリックベースのマーカス・ミラー、ドラムのテリ・リン・キャリントン、エレクトリックギターとボーカルのリオーネル・ルエケ、パーカッションのムニョンゴ・ジャクソン、トランペットのロイ・ハーグローヴをフィーチャーしている。
クラーク、ジャクソン、サマーズはそれ以来、再生したザ・ヘッドハンターズとしてレコーディングとパフォーマンスを続けており、ヴィクター・アトキンスやロバート・ウォルターなどのさまざまな代役がキーボードでハンコックの役割を埋め、ドナルド・ハリソンを可能な限り登用している。彼らは2003年に「Basin Street Records」からアルバム『Evolution Revolution』をリリースし、2005年のアルバム『Rebecca Barry and the Headhunters』でサックス奏者のレベッカ・バリーをバックアップした。彼らは2008年にキーボードのジェリーZ、ベーシストのT.M.スティーヴンスを迎えて再びツアーを行い、『オン・トップ : ライヴ・イン・ヨーロッパ』というライブ・アルバムが同じ年のうちにリリースされた。2009年には、キーボードにジェリ・アレン、アルトサックスにドナルド・ハリソンをフィーチャーし、リッチー・グッズがベースを担当したギグを行った。
2010年、ザ・ヘッドハンターズはインディアナポリスのジャズ・レーベル「Owl Studios」と契約した。2011年に彼らはアルバム『Platinum』をリリース。『Platinum』は、スヌープ・ドッグ、ジョージ・クリントン、キラー・プリーストなどによる一部ゲスト参加に加え、バンドのオリジナル・メンバーを数多くフィーチャーしたアルバムとなった。
2018年に彼らは、クラークとサマーズを伴い、ドナルド・ハリソン、ベースのレジー・ワシントン、キーボードのスティーヴン・ゴードンが参加したアルバム『Speakers in the House』をセルフリリースした。

## 音楽スタイルと影響
ザ・ヘッドハンターズの音楽は、ジャズ、ファンク、アフリカ音楽、アフロ・カリビアンの音楽を含む、多くのスタイルとジャンルの複雑な融合から編み出したとされている。このグループは、電子楽器とエフェクトを先駆的に使用してきた。
アルバム『ヘッド・ハンターズ』のライナーノーツの中で、ハンコックは3曲目の「Sly」がスライ&ザ・ファミリー・ストーンのリーダーであるスライ・ストーンに敬意を表して名付けられたと書いている。このバンドは、ジェームス・ブラウンとともに、ファンク・ミュージックに大きな影響を与えたバンドの1つである。ファンク・ミュージックのように、バンドはしばしばベースラインを囲むようにグルーヴを作っていった。ポール・ジャクソンによる短いフレーズの集積が、マイク・クラークやハーヴィー・メイソンのドラムと同じように、ザ・ヘッドハンターズのマテリアルの基盤となっていることがよくある。また、ファンク・ミュージックからは、小さいながらも注意深く連動するシンコペーションの連なりを組み合わせて、複雑なグルーヴを構築するテクニックも取り入れられている。
単純なファンクはドラマーからのきびきびとした踊りやすいバックビートに依存しているが、クラークとジャクソンの相互作用はグルーヴ・モチーフの真ん中や周りで踊るような、いくつかの複雑でリズミカルなパターンを作成した。これは、アルバム『スラスト（突撃）』の音楽、特に「Actual Proof」という曲で最もよく例示されている。
ザ・ヘッドハンターズの初期のヴァージョンにはギタリストが含まれていなかった。ギターのような部分はすべて、グループの最初の2枚のアルバムにおいてはハンコックがキーボードで弾いていた。ただし、一つの例外があり、楽曲「Chameleon」の早い段階において、ハンコックのシンセサイザー・ベースとの相互作用が聴ける「リズムギター」は、スティーヴン・F・ポンドが著書『Head Hunters』（2005年）で指摘しているように、ジャクソンがベースの高音域で演奏している。エレクトリックギターは、ディウェイン・マックナイトがアルバム『サヴァイヴァル・オブ・ザ・フィッテスト』に登場したときに初めて導入された。 
ザ・ヘッドハンターズのアルバムは、ジャズ評論家によってポップ・ミュージックとして軽視されることがよくあったが、「シリアス・ジャズ」の規範に大きく影響され、多大な貢献をしたことが今では広く受け入れられている。彼らの音楽は、ジャズの主流と同じように、コード進行に対する広範なソロとグループの即興演奏を特徴としていた。明らかにジャズの影響を受けたマテリアルのほとんどは、ハンコックとベニー・モウピンのソロの形で提供されている。
アフリカ音楽との強いつながりは明らかであり、メインストリーム・ジャズと比較してパーカッションの役割が強化されており、ほとんどのファンクと比較して複雑なポリリズムのより広範な調査が行われている。
ザ・ヘッドハンターズはさまざまな楽器を使用している。ハンコックは、定番のフェンダーローズ・エレクトリック・ピアノからホーナー・クラビネットまで、無数のキーボードを使用し、シンセサイザー、特にアープの楽器を早期に採用した。モウピンは、バス、テノール、アルト、ソプラノの各サクソフォーン、バスクラリネット、バスフルート、そしてサクセロやリリコンなどの一風変わったものを使用していた。ビール瓶やボイス・バッグといった珍しい選択肢も、楽器としてフィーチャーされた。 

## メンバー
次のメンバーは、複数のザ・ヘッドハンターズのアルバムに登場した :
- ハービー・ハンコック (Herbie Hancock) - キーボード、エレクトリック・ピアノ、クラビネット、シンセサイザー
- ベニー・モウピン (Bennie Maupin) - サクソフォーン、サクセロ、クラリネット、フルート、リリコン
- ポール・ジャクソン (Paul Jackson) - エレクトリックベース
- マイク・クラーク (Mike Clark) - ドラム
- ビル・サマーズ (Bill Summers) - パーカッション
- ハーヴィー・メイソン (Harvey Mason) - ドラム
- ディウェイン・マックナイト (DeWayne "Blackbyrd" McKnight) - エレクトリックギター
- ワー・ワー・ワトソン (Wah Wah Watson) -  エレクトリックギター
- ポール・ポティアン (Paul Potyen) - ピアノ、エレクトリック・ピアノ、クラビネット、シンセサイザー、オルガン
- ビリー・チャイルズ (Billy Childs) - キーボード
- ジョエル・キップニス (Joel Kipnis) -  エレクトリックギター
- ドナルド・ハリソン (Donald Harrison) - サクソフォーン
- マーク・シム (Mark Shim) -  サクソフォーン
- T.M.スティーヴンス (T.M. Stevens) -  エレクトリックベース
- ヴィクター・アトキンス (Victor Atkins) - キーボード、ピアノ
- レジー・ワシントン (Reggie Washington) - エレクトリックベース
- スティーヴン・ゴードン (Stephen Gordon) - ピアノ、エレクトリック・ピアノ、クラビネット
- リッチー・グッズ (Richie Goods) - エレクトリックベース
- ロブ・ディクソン (Rob Dixon) - サクソフォーン
- カイル・ラッセル (Kyle Roussel) - キーボード
- パトリース・ラッシェン (Patrice Rushen) - キーボード

## ディスコグラフィ

### スタジオ・アルバム
- 『ヘッド・ハンターズ』 - Head Hunters (1973年、Columbia) ※ハービー・ハンコック名義
- 『スラスト (突撃)』 - Thrust (1974年、Columbia) ※ハービー・ハンコック名義
- 『サヴァイヴァル・オブ・ザ・フィッテスト』 - Survival of the Fittest (1975年、Arista)
- 『ストレイト・フロム・ザ・ゲイト』 - Straight from the Gate (1977年、Arista)
- 『リターン・オブ・ヘッドハンターズ』 - Return of the Headhunters! (1998年、Verve)
- Evolution Revolution (2003年、Basin Street)
- Platinum (2011年、Owl Studios)
- Speakers in the House (2018年、The Headhunters) ※自主制作

### ライヴ・アルバム
- 『オン・トップ : ライヴ・イン・ヨーロッパ』 - On Top: Live in Europe (2008年、BHM Productions)